# Cá nục sò
Cá nục sò, tên khoa học Decapterus maruadsi, là một loài cá biển trong họ Carangidae.